# Provo, Utah
Provo är en stad (city) i Utah County i delstaten Utah i USA. Staden hade 115 162 invånare, på en yta av 114,44 km² (2020). Provo är delstatens fjärde största stad och administrativ huvudort (county seat) i Utah County. Staden ligger cirka 62 kilometer söder om Salt Lake City vid Utahsjön, mellan städerna Orem och Springville.
I Provo finns Brigham Young University som ägs av Jesu Kristi Kyrka av Sista Dagars Heliga (Mormonkyrkan) och i staden finns också en av kyrkans största träningscenter för missionärer.
Provo började som ett nybyggarsamhälle med namnet Fort Utah, som grundades av ett trettiotal mormonfamiljer som flyttade dit från Salt Lake City 1849. Namnet byttes till Provo 1850, efter pälsjägaren Étienne Provost.

## Demografi

### Befolkning
Vid folkräkningen 2020 hade Provo 115 162 invånare och 34 454 hushåll. Befolkningstätheten var 1 067 invånare per kvadratkilometer. Av befolkningen var 74,64 % vita, 0,93 % svarta/afroamerikaner, 1,01 % ursprungsamerikaner, 2,47 % asiater, 1,47 % oceanier, 8,19 % från andra raser samt 11,28 % från två eller flera raser. 18,58 % av befolkningen var latinamerikaner.

### Religion
Den religiösa tillhörigheten i Utah County fördelade sig på följande sätt (2010):
- Jesu Kristi Kyrka av Sista Dagars Heliga – 88,66 %
- Katoliker – 1,31 %
- Protestanter – 0,61 %
- Övriga – 0,36 %
- Ej anslutna till en församling – 9,05 %